# Calixto Bernal
José Calixto Bernal y Soto (Camagüey, 1804-Madrid, 1886) fue un escritor, periodista y político cubano, diputado en las Cortes de la Restauración.

## Biografía
Nació el 14 de octubre de 1804 en Puerto Príncipe (actual Camagüey). Escritor cubano, en Madrid fue redactor de La Discusión, que dirigía Nicolás María Rivero. Escribió también en la Revista Hispano-Americana (1864) y fue uno de los fundadores del diario La Democracia. Bernal, que obtuvo escaño de diputado a Cortes por el distrito cubano de Santa Clara en las Cortes de la Restauración, en las elecciones de 1879 y 1881, falleció en Madrid, donde llevaba muchos años instalado, el 20 de diciembre de 1886, a la edad de ochenta y dos años.